# Glenanthe
Glenanthe Haliday, 1839 è un genere di insetti della famiglia Ephydridae (Diptera: Schizophora).
Nonostante l'ampia distribuzione geografica e la presenza di caratteri differenziali di facile individuazione, Glenanthe è un genere sostanzialmente poco conosciuto a causa delle minuscole dimensioni degli adulti. Pochi sono gli esemplari conservati nelle collezioni e le specie classificate sono note solo grazie a isolate descrizioni. Completamente sconosciuti sono gli stadi giovanili sia nella biologia sia nella morfologia, come sconosciuta è la biologia degli adulti.

## Descrizione
Gli adulti sono moscerini molto piccoli, con corpo 1–2 mm. Un carattere morfologico che li contraddistingue dal resto degli Efidridi è la conformazione degli occhi.
Il capo è uniformemente sviluppato in altezza e in larghezza ed è rivestito da un denso tomento. Gene poco sviluppate in altezza, faccia leggermente carenata, con profilo laterale arcuato, antenne con arista non pettinata rivestita da una breve pubescenza e con pedicello recante una breve setola dorsale proclinata. Gli occhi sono pubescenti e presentano una caratteristica conformazione, unica nell'ambito della famiglia: il contorno ha infatti il profilo di una pera rovesciata, con un restringimento che si prolunga inferiormente fra la gena e la parafaccia. La chetotassi frontale è così composta:
- setole fronto-orbitali: si distinguono tre setole periorbitali, di cui la posteriore reclinata e le due anteriori proclinate, e un paio di setole interfrontali inserite davanti agli ocelli. La vitta frontale e il triangolo ocellare sono inoltre rivestiti da setoline sparse;
- setole ocellari assenti o di dimensioni irrilevanti;
- setole verticali presenti e ben sviluppate;
- setole pseudopostocellari presenti, più brevi delle due interfrontali, poco distinte dalle setoline sparse nella regione frontale.

Le setole facciali sono allineate ai lati della faccia in due file, una più interna e una più esterna, quest'ultima in corrispondenza del margine della parafaccia. Le setole della fila interna sono più sviluppate e inclinate verso l'asse mediano della faccia. Quelle della fila interna sono molto brevi e inclinate verso la parafaccia.
Il torace presenta una chetotassi moderatamente sviluppata:
- regione dorsale: le acrosticali sono composte da setoline allineate in due o più file, con le due setole prescutellari ben sviluppate, le dorsocentrali sono poco sviluppate, ad eccezione del paio posteriore, le intralari costituite anch'esse da setoline, allineate irregolarmente;
- regione dorso-laterale: presenti una setola omerale, due notopleurali, una postalare; assenti le setole sopralari o, eventualmente, presente ma ridotta la presuturale;
- scutello: presenti e normalmente sviluppate le due paia di setole scutellari marginali, oltre a setoline sparse nell'area centrale (disco);
- regione pleurale: due setole anepisternali disposte lungo il margine posteriore e numerose setoline distribuite presso i margini dorsale e posteriore; una katepisternale ben sviluppata e altre setole più piccole, in numero variabile.

Le ali presentano una pigmentazione bianco-lattiginosa pallida nella membrana e bruna o bruno-giallastra nelle nervature. La venatura non presenta particolari elementi distintivi rispetto alla generalità degli Efidridi.
L'addome dei maschi è composto da cinque uriti apparenti, con il quinto tergite visibile dorsalmente e il quinto sternite conformato a U. Epandrio breve, ipandrio conformato a tazza, surstili oblunghi, edeago stretto e lungo.

## Sistematica

### Specie
Glenanthe fu istituito da Haliday (1839); in principio fu considerato sottogenere di Hydrellia poi fu elevato da Loew (1860) al rango di genere distinto. Il taxon comprendeva una sola specie descritta brevemente da Haliday, Glenanthe ripicola, e passarono quasi 60 anni prima che si aggiungesse la seconda specie. L'elenco delle specie non trova comunque un riscontro esaustivo e uniforme nei vari cataloghi, anche prescindendo dall'aggiornamento relativo a specie di recente descrizione.
La seconda specie fu descritta da Becker (1896), con il nome Glenanthe fuscinervis, sulla base di un esemplare femmina raccolto in Norvegia. G. fuscinervis è stata in seguito sinonimizzata da Papp (1979) con G. ripicola. Questo nome non ha riscontro nel BioSystematic Database of World Diptera.
Una terza specie fu descritta ancora da Becker (1903) con il nome G. fasciventris, da un esemplare di femmina raccolto in Egitto. Questa specie è riportata nel BioSystematic Database of World Diptera, non è invece menzionata nel riepilogo fatto da Mathis (1995) sulla storia della sistematica del genere Glenanthe. Va osservato che pochi anni prima lo stesso Mathis (1992) citava in bibliografia il contributo di Becker (1903) senza tuttavia fare alcun riferimento esplicito a questa specie.
Altra specie definita agli inizi del XX secolo è G. nigripes, descritta da Czerny (1909) in un lavoro relativo ai ditteri della penisola iberica. Questa specie non è menzionata dal BDWD né da Mathis (1995), che in ogni modo cita Czerny in bibliografia. G. nigripes è segnalata come una delle tre specie europee in Fauna Europaea. Riferimenti a G. nigripes ci sono, inoltre, in un aggiornamento di Beschovsky & Zatwarnicki (2002) del catalogo degli Efidridi della Bulgaria.
Una specie di dubbia identità tassonomica fu descritta da Oldenberg (1923) in base ad un esemplare raccolto in Germania. La specie fu in origine classificata, con il nome Hydrina ochracea, nel genere Hydrina, che in seguito fu sinonimizzato con Hyadina. Il BDWD riporta come valido il nome Glenanthe ochracea (Oldenberg, 1923), tuttavia non si hanno altre tracce, in letteratura, sull'effettiva associazione di questa specie al genere Glenanthe, ad eccezione della citazione di Oldenberg (1923) nella bibliografia di riferimento di Mathis (1992). La specie, pur essendo europea, non è riportata nel catalogo di Fauna Europaea.
Le classificazioni successive trovano invece un riscontro più ampio, senza le apparenti incongruenze citate prima. Fino agli anni settanta furono classificate quattro specie americane (Cresson, 1925, Sturtevant & Wheeler, 1954, James Chillcott, 1964, Lizarralde de Grosso, 1977) e una paleartica (Hendel, 1934)
Dagli anni novanta si sono aggiunte altre nove specie tutte descritte da Mathis (1992, 1995, 2009), ad eccezione di una paleartica, descritta da Canzoneri & Rampini (1992).
Riepilogando, il genere Glenanthe è composto almeno dalle seguenti 16 specie:
- Glenanthe bella Mathis, 1995
- Glenanthe bimaculata Hendel, 1934
- Glenanthe buchananorum Mathis & Mathis, 2009
- Glenanthe caribea Mathis, 1995
- Glenanthe fascipennis Sturtevant & Wheeler, 1954
- Glenanthe interior Chillcott, 1964
- Glenanthe iranica Canzoneri & Rampini, 1992
- Glenanthe ismayi Mathis, 1992
- Glenanthe kobbe Mathis, 1995
- Glenanthe litorea Cresson, 1925
- Glenanthe neotropica Mathis, 1995
- Glenanthe nigripes Czerny, 1909
- Glenanthe ripicola Haliday, 1839 (=G. fuscinervis Becker, 1896)
- Glenanthe ruetzleri Mathis, 1995
- Glenanthe salina Mathis, 1995
- Glenanthe willinki Lizarralde de Grosso, 1977

Di incerta o controversa collocazione sarebbero invece le seguenti specie:
- Glenanthe fasciventris Becker, 1903
- Glenanthe ochracea (Oldenberg, 1923)

### Le specieochraceaefasciventris
A prescindere dal grado di completezza dei cataloghi, non sono stati trovati sufficienti riferimenti in merito all'effettiva validità dei nomi Glenanthe fasciventris Becker, 1903 e Glenanthe ochracea (Oldenberg, 1923), anche in relazione alle informazioni incongruenti o insufficienti riportate in letteratura e nei cataloghi.
La sola fonte che registra il nome Glenanthe ochracea è, come detto in precedenza, il BioSystematic Database of World Diptera, che riporta il nome originario, classificandolo come obsolete combination, e il nuovo nome, senza citare l'origine della revisione nomenclaturale. Della specie è indicato il lectotipo, proveniente dalla Germania e conservato nel Museo Zoologico dell'Università di Helsinki. Riferimenti a questo nome sono riscontrabili anche in altri cataloghi online, ma fanno comunque riferimento al BDWD come fonte diretta o indiretta (Encyclopedia of Life, Catalogue of Life).
Per quanto concerne Glenanthe fasciventris, oltre alla pubblicazione originaria di Becker e alcuni vecchi cataloghi, si registra il nome nel BDWD, classificato come valido e in alcuni cataloghi online derivati. Anche per questa specie esiste un lectotipo, proveniente dall'Egitto e conservato nel Museo Zoologico dell'Università di Helsinki.
Nel 1992, Mathis indica in quattro il numero complessivo di specie paleartiche: l'Autore, faceva riferimento a tre specie, non menzionate, riportate da Cogan (1984) nel catalogo dei Ditteri Paleartici di Soós & Papp, alle quali si aggiungeva G. bimaculata. La pubblicazione di Mathis (1992) era contemporanea alla descrizione di G. iranica di Canzoneri & Rampini, non citati in bibliografia, pertanto si evince che una delle specie, Glenanthe ochracea o G. fasciventris Becker, 1903, è implicitamente esclusa dalle quattro segnalate: le altre specie paleartiche sono quelle storicamente classificate prima del 1992 (G. ripicola Haliday, 1939, G. nigripes Czerny, 1909 e G. bimaculata Hendel, 1934). Mathis, tuttavia, cita sia Oldenberg (1923) sia Becker (1903) nella bibliografia di riferimento.
Nel 1995 Mathis segnala, oltre a G. ripicola, quattro specie appartenenti al "Vecchio Mondo": G. bimaculata e G. nigripes, fra quelle storiche, e G. imayi Mathis, 1992 e G. iranica Canzoneri & Rampini, 1992, fra quelle di recente classificazione. In questo caso l'elenco esclude esplicitamente sia G. ochracea sia G. fasciventris. In merito a quest'ultima, ferma restando l'esistenza di un'effettiva classificazione nel genere Glenanthe, quella originaria di Becker (1903), Mathis non fa alcun riferimento ad un'eventuale revisione sistematica che abbia portato ad una riclassificazione o ad una sinonimizzazione, come è invece esplicitamente segnalato per Glenanthe fuscinervis Becker, 1896.
Nel Manual of Palaearctic Diptera (1998), Mathis & Zatwarnicki indicano nella chiave di determinazione dei generi l'esistenza di quattro specie paleartiche. In tal modo viene sostanzialmente confermato il resoconto riepilogativo di Mathis (1995), che esclude i due nomi in oggetto dal genere Glenanthe.
Nel catalogo Fauna Europaea è segnalata la presenza di tre sole specie: G. ripicola, G. nigripes, G. bimaculata. Il rapporto concorda con Mathis (1995) e Mathis & Zatwarnicki (1998): rispetto a questi resoconti, la lista di Fauna Europaea non riporta G. iranica, specie paleartica non europea. Conformemente alle citate pubblicazioni, manca qualsiasi riferimento a G. ochracea, specie paleartica europea, e, naturalmente, a G. fasciventris, specie paleartica nordafricana. Va osservato che in Fauna Europaea la consulenza scientifica nell'ambito degli Ephydridae è affidata a Zatwarnicki.
In definitiva, in letteratura si riscontrano due fonti discordanti, il BioSystematic Database of World Diptera e i lavori curati da Mathis e Zatwarnicki. La prima consiste in un catalogo digitale che raccoglie globalmente la nomenclatura trattata nella letteratura in materia di Ditteri, la seconda si identifica nei due massimi esperti mondiali, in materia di tassonomia degli Efidridi, dopo le morti di Cresson nel 1948 e Wirth nel 1994. Entrambe le fonti sono accreditate. Va tuttavia rilevato che al BDWD, per le dimensioni dell'ambito trattato e per le caratteristiche proprie di un lavoro ancora in corso di sviluppo, va imputata l'esistenza di errori e incongruenze. D'altra parte, a Mathis e Zatwarnicki, nonostante l'alto grado di specializzazione del loro ambito di ricerca, va imputata l'assenza di un lavoro specificamente dedicato alla sistematica del genere Glenanthe nella regione Paleartica: i loro resoconti citati, infatti, derivano sostanzialmente da una ricerca nella bibliografia storicamente prodotta. Non è stato possibile, infine, accertare lo status tassonomico effettivo delle due specie in alternativa all'inclusione nel genere Glenanthe come riportato nel BDWD.

### Inquadramento tassonomico
L'inquadramento tassonomico di Glenanthe su una base filogenetica ha origini relativamente recenti, in quanto proposto all'inizio degli anni novanta. Per tutto l'Ottocento e i primi decenni del Novecento, i caratteri morfologici presi in esame rimarcavano un'affinità più o meno stretta con il genere Hydrellia. D'altra parte, come si è detto in precedenza, Glenanthe fu in origine inquadrato da Haliday come sottogenere di Hydrellia. Poco significativo è l'inquadramento tassonomico nell'ambito dell'ordine, che, nella prima metà del XIX secolo seguiva schemi e criteri di nomenclatura controversi e, comunque, decisamente differenti da quelli sviluppati nel corso del XX secolo. Basti pensare che i primi generi degli Ephydridae furono classificati nel primo trentennio dell'Ottocento e sistematicamente collocati in gruppi sistematici identificabili come tribù all'interno della famiglia Muscidae. L'istituzione del genere Hydrellia e del gruppo Hydrelliidae risale al 1830 ed è attribuita a Robineau-Desvoidy. Haliday adottò una ripartizione tassonomica differente da quelle proposte all'epoca: in base ad alcuni caratteri morfologici del capo, della nervatura delle ali, dell'ovopositore e in base alla biologia strettamente associata agli ambienti acquatici, Haliday sistemò i generi Ochtera, Ephydra, Notiphila e Hydrellia nella tribù Hydromyzidae Fallén, 1810.
Nella seconda metà dell'Ottocento si delineò una classificazione ancora confusa ma più vicina a quella moderna, con l'identificazione degli Ephydridae al rango di famiglia. Becker (1896), adottando la suddivisione proposta da Loew (1860), distingueva, nell'ambito della famiglia, quattro gruppi distinti: Canace, Notiphilinae, Ephydrinae, Hydrellinae e, nell'ambito del gruppo Hydrellinae, sistemò i generi Glenanthe insieme a Hydrellia, Axysta, Phyligria e Hyadina. Nel 1903 collocò Glenanthe e i già citati generi affini nelle Ephydrinae Si tratta di un probabile errore di stampa o di trascrizione, in quanto nella pubblicazione vi sono tre sezioni: una con il titolo Notiphilinae e due con il medesimo titolo, Ephydrinae. È perciò presumibile che l'Autore confermasse il precedente inquadramento del 1896, all'interno del gruppo Hydrellinae.
Ulteriori sostanziali contributi verso la moderna suddivisione tassonomica degli Efidridi si ebbero da parte di Cresson negli anni quaranta, delineando lo schema tassonomico che si è consolidato nel corso della seconda metà del XX secolo fino agli inizi degli anni novanta. In questa fase, la famiglia si suddivideva in quattro sottofamiglie: Ephydrinae, Parydrinae, Hydrelliinae e Psilopinae e il genere Glenanthe è stato definitivamente svincolato da Hydrellia e dai generi affini, trovando la sua collocazione nella grande sottofamiglia delle Psilopinae. Questa posizione tassonomica è stata ampiamente adottata dai ditterologi nordamericani che integrarono l'opera di Cresson fra gli anni cinquanta e gli anni ottanta (Sturtevant, Wheeler, Wirth, Mathis). Wirth et al., nel Manual of Nearctic Diptera (1987), confermarono questa impostazione includendo il genere Glenanthe nelle Psilopinae.
Nel corso degli anni ottanta, tuttavia, emersero incongruenze e divergenze in merito alle relazioni tra gruppi di generi che erano distribuiti fra le sottofamiglie Parydrinae e Psilopinae, a causa della natura polifiletica di questi due cladi; il contesto coinvolgeva più o meno direttamente il genere Glenanthe, posizionato come si è detto nelle Psilopinae, e il genere Lipochaeta, a sua volta collocato nelle Parydrinae all'interno della storica tribù dei Lipochaetini. Dalla metà degli anni ottanta agli inizi degli anni novanta Mathis e Zatwarnicki hanno proposto quelle revisioni che hanno condotto alla sostanziale rivoluzione della suddivisione tassonomica degli Efidridi. Queste revisioni hanno comportato lo scorporo delle sottofamiglie Psilopinae e Parydrinae, l'istituzione delle nuove sottofamiglie Gymnomyzinae, Discomyzinae e Ilytheinae, la redistribuzione di alcune tribù già istituite e l'istituzione di nuove nell'ambito di questa classificazione e la ricollocazione tassonomica di vari generi in virtù di criteri filogenetici differenti, con particolare riferimento alla struttura morfoanatomica degli uriti terminali del maschio. Nell'ambito di questo insieme di revisioni, le sostanziali modifiche che hanno influito più o meno direttamente sulla collocazione tassonomica di Glenanthe riguardano la tribù Lipochaetini. Questa, che in precedenza comprendeva il solo genere Lipochaeta, è stata ampliata con l'inserimento dei generi Glenanthe, Homalometopus, Paraglenanthe. A questi si aggiungerà, in seguito, il nuovo genere Tronamyia, nell'ambito di una revisione che risolve un'ulteriore incongruenza tassonomica riscontrata all'interno del genere Asmeringa già dagli anni ottanta. La tribù sensu lato è stata inoltre spostata nella sottofamiglia Gymnomyzinae, in relazione filogenetica con gli Hecamedini.

### Filogenesi
Sotto l'aspetto strettamente filogenetico, il genere Glenanthe si caratterizza come clade monofiletico sulla base del singolare profilo piriforme delle orbite oculari, carattere esclusivo nell'ambito della famiglia degli Efidridi.
Nell'ambito della tribù, Glenanthe si presenta evidentemente correlato con gli altri generi dei Lipochaetini in base alla conformazione affine degli annessi genitali negli uriti terminali del maschio e alla conformazione dell'arista dell'antenna. Non è invece sufficientemente chiara la struttura delle relazioni interne alla tribù.

## Distribuzione
Le informazioni relative alla distribuzione geografica del genere Glenanthe si sono consolidate solo grazie ai contributi dell'ultimo decennio del XX secolo. Per lungo tempo, questo genere si è caratterizzato come esclusivamente o prevalentemente paleartico, in considerazione del fatto che la prima specie americana fu descritta solo nel 1925. Dagli anni novanta in poi, la distribuzione di Glenanthe si è rivelata più estesa, raggiungendo l'Australia, ma il baricentro si è spostato sul continente americano, dimostratosi il più ricco di specie.
Nell'ambito dei Lipochaetini, Glenanthe si presenta come il genere con la più ampia distribuzione, ma con prevalente concentrazione neartico-neotropicale e paleartica occidentale. Una sola specie è presente nell'ecozona australasiana, mentre non si hanno segnalazioni nella regione afrotropicale e in quella orientale. Ciò non esclude, in ogni modo, la presenza del genere in queste regioni: Mathis (1995) ha esaminato esemplari di questo genere provenienti dall'Africa equatoriale ma non ancora classificati. Tutte le specie sono esclusive di una sola regione zoogeografica, ad eccezione di Glenanthe litorea che ha distribuzione neartica e neotropicale.
Nel dettaglio, la distribuzione del genere è la seguente:
- Regione neotropicale, sette specie: G. bella, G. caribea, G. kobbe, G. litorea, G. neotropica, G. ruetzleri, G. willinki.
- Regione neartica, cinque specie: G. buchananorum, G. fascipennis, G. interior, G. litorea, G. salina.
- Regione paleartica, quattro specie: G. bimaculata, G. iranica, G. nigripes, G. ripicola.
- Regione australasiana, una specie: G. ismayi.

Dal riepilogo sono state escluse le specie G. ochracea e G. fasciventris, di incerta identità tassonomica per quanto detto in precedenza. In ogni modo, i lectotipi di queste due specie sono entrambi paleartici, provenendo rispettivamente dalla Germania e dall'Egitto.
In Europa sono presenti solo tre specie. G. nigripes è segnalata esclusivamente in Spagna e Bulgaria, G. bimaculata solo in Ungheria, ma la presenza di quest'ultima è documentata anche per il Paleartico orientale (Mongolia). Più ampio è invece l'areale di G. ripicola: questa specie è segnalata in buona parte del territorio europeo. Mancano informazioni relative alla presenza nell'Est europeo (Russia e regioni limitrofe), mentre la distribuzione nell'Europa centrale e nella penisola balcanica appare frammentata. La specie è comunque presente anche in Nordafrica e in Asia.
Glenanthe ripicola è presente anche in Italia, segnalata al nord, nella penisola e in Sardegna, mentre non si hanno informazioni relative alla Sicilia.